# Poecilochroa capensis
Poecilochroa capensis är en spindelart som beskrevs av Embrik Strand 1909. Poecilochroa capensis ingår i släktet Poecilochroa och familjen plattbuksspindlar. Inga underarter finns listade i Catalogue of Life.